# 川島海荷
川島海荷（日语：川島 海荷，1994年3月3日—），女演員及偶像歌手，9nine前成員。日本埼玉縣出身，隸屬LesPros娛樂。2016年4月，川島宣布於同年7月23日正式自9nine退團，以專心在演員路上發展。

## 經歷
2005年9月，小学6年級時在澀谷區被星探發現，並加入LesPros娛樂。
2006年7月，在電視劇《比誰都愛媽媽》首次登場。
2007年1月，加入偶像團體9nine。同年3月，以專輯《9nine》歌手出道。
2007年8月，首度出演電影《LIFE 如果能在天堂與你相遇》。
2009年10月，首次主演電影《手機男友》。同年憑電視劇M海容~小學生殺人事件》獲得「東京國際電視劇節」新人賞。
2010年3月，在事務所從「未來之星」組別升格為正式藝人。
2010年7月，主演電影《我的壞前輩》，並以「Umika as Yamako」名義演唱電影主題歌《認真戀愛五秒前》，成為首張個人單曲。川島
同時在該電影中首次演出接吻場面。
2011年1月，首次主演電視劇《天堂之花》。
2012年，畢業自堀越高等學校，其後考進明治大学。
2013年，與Kis-My-Ft2成員玉森裕太合演TBS新劇《歌舞伎華之戀》。
2016年，3月於明治大學正式畢業；7月於偶像團體9nine退團，10月起於日本電視台晨間情報節目《ZIP!》擔任主持人。
2019年，3月29日從節目《ZIP!》畢業、4月19日發行寫真集《月刊川島海荷・元》。
2023年，12月21日離開LesPros娛樂。
2024年，12月23日宣布與游泳選手中村克結婚。

## 人物
川島名字的由來據說是來自於奶奶喜歡「海」的影響，所以父方家族裡的所有女性成員的名字中會有「海」字，而使用在中文中有「蓮花」的意味的「荷」，則是為了希望她能像蓮花般從泥土中強壯地成長。川島家中有弟弟和妹妹各一；與父親的關係很好。川島在乐队負責演奏长笛，但由於太忙而不能時常参加活动，就以無法以最佳狀態演奏为由而退出，之後轉去美术部掛名。川島喜歡的科目是國語和數學，不喜歡的科目是理科，平時有上補習班。川島視家中的小狗「バニラ」（香草）為寶物。
和在电视剧中所演绎的角色一样，川島本人也同样拥有坚强的性格。川島憧憬的演員是宮崎葵、新垣結衣、柴咲幸和福山雅治、喜歡的藝人是生物股長。在拍攝電影「星守之犬」時，川島曾經表示理想交往對象將會是一個「令人感到清爽、耳目一新的人」。

## 出演

### 電視劇
- 比誰都愛媽媽（日语：誰よりもママを愛す）（2006年7月2日-9月3日、TBS電視）-飾 真田知
- 役者魂!（日语：役者魂!）（2006年10月17日-12月26日、富士電視台）-飾 福田櫻子
- 醫龍2-Team Medical Dragon2-第6、7回（2007年10月11日、富士電視台）-飾 高見香奈-客串
- Code Blue救護直升機醫生-第1回（2008年7月3日、富士電視台）-飾 入院患者-客串
- 天才駭客F（2008年10月11日-12月20日、TBS電視）-飾 高木遙[17]
- 天地人（2009年1月4日、NHK）-飾 千姬-客串
- 破案天才奇娜（2009年1月28日、日本電視台） -飾 深田雪乃-客串
- 愛與寬容（2009年4月15日-6月17日、日本電視台）-飾 小澤美帆子
- 天才駭客F 第二季（2010年1月23日-3月20日、TBS電視）-飾 高木遙
- 迂迴的雨（日语：遠まわりの雨）SP（2010年3月27日、日本電視台）-飾 福本雪菜
- 怪物小王子（2010年4月17日-6月12日、日本電視台）-飾 市川歌子
- 世界の終わりに咲く花（2010年9月、BeeTV）-飾 藤野咲希
- 99年的愛（2010年11月3日-11月7日、TBS電視台）-飾 平松さち
- 天堂之花（日语：ヘブンズ・フラワー The Legend of ARCANA）（2016年1月14日-3月4日、TBS電視台）-飾 アイ-主演-（原訂3/11、3/18集數，因311大地震暫停）
- 高中生餐廳（2011年5月7日-7月2日、日本電視台）-飾 米本真衣
- 華和家四姊妹（2011年7月10日、TBS電視）-飾 華和梅
- 怪物小王子SP（2011年10月15日、日本電視台）-飾 市川歌子
- 花嫁SP（2012年1月2日、TBS電視台）-飾 片倉洋子
- 耀子和我們的夏天（日语：あっこと僕らが生きた夏）SP（2012年4月14日-4月21日、NHK）-飾 大崎耀子-主演
- 爸爸偶像（2012年4月19日-6月28日、TBS電視台）-飾 花村芽衣
- 道士美少女（2012年10月12日-12月21日、東京電視台）-飾 川島海荷- 主演
- 背心戰士（2013年4月25日-6月20日、TBS電視台）-飾 西木理久-友情出演
- 歌舞伎華之戀（2013年7月18日-9月19日、TBS電視台）-飾 千葉綾芽
- SPEC〜零〜SP（2013年10月23日、TBS電視台）-飾 上野真帆
- 股價暴跌（日语：株価暴落）（2015年10月19日-11月16日、WOWOW）-飾 東堂由希
- 這本推理小說真厲害！SP（2015年12月29日、TBS電視台）-飾 樫村愛菜
- 花燃（2016年1月4日、NHK）-飾 高須糸
- 荒地之戀（2016年1月9日、WOWOW）-飾 北沢優有子
- 早晨來到（日语：朝が来る）（2016年6月4日-7月31日、富士電視台）-飾 片倉ひかり
- Heart Loss（2016年10月2日、TBS電視台）-飾 深谷佑子
- Byplayers 同居吧歐吉桑們（2017年3月10日、東京電視台）-飾 川島海荷-客串
- 北風與太陽的法庭 SP（2017年3月17日、日本電視台）- 飾 原響子
- 琥珀（日语：夕映え天使#テレビドラマ）（2017年9月15日、東京電視台）-飾 敦美
- GIVER 復仇的贈與者（日语：GIVER 復讐の贈与者） 「第4話」（2018年8月4日、東京電視台）-飾 結衣子-客串
- 刑警與大盗 -警視廳搜查三課-（日语：ドロ刑#テレビドラマ） 「第6話」（2018年11月17日、日本電視台）-飾 幸恵
- 來到少女雜誌的編輯君（日语：プリティが多すぎる） 「第8話」（2018年12月7日、日本電視台）-飾 珠里
- Innocence 冤罪律師「第7話」（2019年3月2日、日本電視台）-飾 乗鞍滿里奈
- 天才保姆．阿銀！（日语：ベビーシッター・ギン!） 「第8話」（2019年8月18日、NHK BS Premium） -飾 笹木綾子
- 年下彼氏（日语：年下彼氏） 「第19、20話」 （2020年6月14日、朝日電視台）-飾 由紀美
- 我們的戀愛太過笨拙（日语：僕らは恋がヘタすぎる） （2020年10月25日、朝日電視台）-飾 藤原花-主演
- 跟拍到你家（2021年9月4日、東京電視台）-飾 中尾千春

### 電影
- LIFE 如果能在天堂與你相遇（日语：天国で君に逢えたら）（2007年8月25日、東寶）飾演 飯島小夏
- 手機男友（日语：携帯彼氏）（2009年10月24日、GONZO）飾演 上野里美 （主演）
- 我的壞前輩（日语：私の優しくない先輩）（2010年7月17日、ファントム・フィルム（日语：ファントム・フィルム）） 飾演 西表耶麻子（主演）
- 星守之犬（2011年6月11日、東寶）飾演 川村有希
- 怪物小王子（2011年11月26日、東寶） - 飾演 市川ウタコ(咖喱王国的ピラリ公主)

### 動畫(劇場版)
- 貓頭鷹守護神（2010年10月1日、華納兄弟）飾 ジルフィー（聲演）
- 尖叫旅社(2012年9月29日、索尼影視娛樂)飾 Mavis（聲演）
- HUNTERxHUNTER（2013年1月12日、東寶）飾 派羅(聲演)
- STAR DRIVER 閃亮的塔科特(2013年2月日、松竹)飾 オカダ・ハナ(聲演)
- 龍族拼圖X（行人）
- 尖叫旅社2(2016年2月20日、索尼影視娛樂)飾 Mavis（聲演）

### 綜藝節目
- （2010年2月14日、日本電視台）
- 花丸市場（日语：はなまるマーケット）（2011年1月10日、TBS）
- 第18回綜藝家族選的日本之歌（日语：家族で選ぶにっぽんの歌）（2012年3月20日、NHK） - 主持

### 資訊節目
- 週日大綜藝（日语：日曜ビッグバラエティ）「看看池上彰的世界!」（池上彰の世界を見る!）（2010年12月5日、東京電視台）
- 池上彰的報道特番 「池上彰の世界を見に行く!」（2010年12月5日、東京電視台）
- 生命のチカラ 日本の天然杉〜佐渡・忘れられた森の物語〜（2013年1月19日、新潟放送）
- 独りで死ぬということ〜孤立街の見守り僧侶〜（2013年2月9日、東京電視台） - 旁白
- 從東北開始☆未来（日语：東北発☆未来）
- ZIP!（2016年10月3日－2019年3月29日、日本電視台）-主持人。[8]

### 動畫
- STAR DRIVER 閃亮的塔科特第16回(2011年1月23日、MBS電視台)飾 オカダ・ハナ(聲演)
- 猜謎王(2017年7月5日－9月20日、日本電視台)飾 深見真理(聲演)

### 其他電視演出
- HEY!HEY!HEY!MUSIC CHAMP（富士電視台）
- 鬧鐘電視（富士電視台）
- 和Kiyoshi的今夜（日语：きよしとこの夜）（日本放送協會）
- 全國高等學校足球選手權大會（日本電視台）
- 這樣不是偶像!?（日语：こんなのアイドルじゃナイン!?）（日本電視台）

### 廣告

#### 以前廣告
- 花王「エコナ ドレッシングソース」（2006年）
- 萬代「不可思議星球的雙胞胎公主」（2006年）
- 牛奶諮詢。（日语：牛乳に相談だ。）「Kiss編」（2008年）
- NTT （2008年）
- 可爾必思 「可爾必思水」（2009年 - 2011年）
- 東日本電信電話（日语：東日本電信電話） FLET'S（日语：フレッツ）（2009年 - 2010年）
- 味之素 家樂杯湯
- 春山商事（日语：はるやま商事） 春山紳士服（2010年）
- 資生堂 SEA BREEZE（日语：シーブリーズ）（2010年）
- 江崎固力果
  - 百力滋（2010年 - 2012年）
  - 企業 Glico旅行車在日本全國（日本縦断グリコワゴン）（2011年7月20日）
- 鈴乃屋（日语：鈴乃屋） 振袖（2012年）[18]
- 武田藥品工業 Arinamin07（日语：アリナミン）（2012年6月 -2013年 ）[19]-和小出惠介共演
- AC日本（日语：ACジャパン） 支援活動 骨髓移植促進基金會 「18歲開始就可以」（18歳からできること）（2012年7月）
- K-SWISS 品牌代表 「it girl」形象代言人（2012年）[20]
- リクナビ（日语：リクナビ）2018（2017年2月-2018年）

#### 現有廣告
- 膳魔師 5-15C°PROJECT（2012年3月-）
- 柳屋（日语：柳屋本店(化学)）柳杏油（2015年1月-）
- ユーグレナ・ファーム（日语：ユーグレナ (企業)）緑汁（2016年5月-）
- Aeon Bank（日语：イオン銀行）（2017年12月-）
  - 個人型確定繳費養老金（2017年12月-2018年）
  - 特別金利 外貨定期預金（2018年5月-7月）
  - 信用卡貸款（2019年7月-）

### 推廣活動
- 立川伊勢丹 5周年紀念推廣形象代言人（2006年）
- 第88屆日本全國高校足球賽應援經理（2009年）
- 消防試驗研究中心（日语：消防試験研究センター） 廣報海報（2010年）
- 奈良縣警察 警察官招募海報（2011年）
- 2013年警視廳110求助熱線 形象代言人（2013年）[21][22]
- 2017年公益社團法人 日本看護協會「看護の日・看護週間」のPR大使(2017年)[23]

### 音樂影片
- the Gazette「体温」（2006年）
- Loonie（日语：キャラメルペッパーズ）「春ウララ ルララ」（2006年）
- 新垣結衣「うつし絵」（2009年）
- ROCK'A'TRENCH「言葉をきいて」（2010年）

### 電台
- wktk電台学園（日语：wktkラヂオ学園）
- 川島海荷之UMICAFE（日语：川島海荷のUMICAFE） （日本廣播電台網絡（日语：ジャパンエフエムネットワーク）制作、2013年4月 - ）

### 雜誌
- 年輕的冠軍（日语：ヤングチャンピオン）（2006年、秋田書店）
- BOMB（2006年、学習研究社）
- Girls!（2006年、双葉社）
- De･View（2006年、Oricon）
- Audition（2006年、白夜書房（日语：白夜書房））
- CM NOW（2007年･2008年、玄光社（日语：玄光社））
- pure2（日语：ピュアピュア） vol.40（2007年、辰巳出版（日语：辰巳出版））封面
- 週刊Playboy（2008年、集英社）封面
- 週刊YOUNG JUMP（2008年、集英社）
- MEN'S NON-NO（2008年、集英社）
- Myojo（2008年、集英社）
- 月刊BOM（2008年、学習研究社）
- Kindai（2008年、近代映画社（日语：近代映画社））
- B.L.T.U-17（2008年、東京新聞通信社）
- Quanto（2008年、Niko出版（日语：ネコ・パブリッシング））封面
- mewmew vol.44（2009年）封面

#### 連載
- TV站（日语：TVステーション） 「うみかstation」（2009年15号 - 2011年26号、鑽石社（日语：ダイヤモンド社））
- B.L.T.「Moments...」（2010年5月号 - 2013年4月号、東京新聞通訊社）

## 作品

### 寫真集
- NU（2007年10月、近代映画社）ISBN 978-4764821569
- 青のコリドー（2008年12月12日、集英社） ISBN 978-4087805093
- from Umi（2010年2月5日、集英社）（2009年11月於關島拍攝[24]。）ISBN 978-4087805543
- 海風-umikaze-小学館(ビジュアルムック)（2012年3月28日、小学館） ISBN 978-4091032263
- うみコレ。（2012年9月30日、東京新聞通信社）ISBN 978-4863362659
- 海荷二十歳（2014年3月21日、講談社）ISBN 978-4062187350。
- 月刊川島海荷・元（2019年4月19日、小學館）ISBN 978-4096822975[9]

### DVD
- Holo Holo（2008年12月、角川娛樂）
- Chu!ら海荷（2010年11月24日、利物浦有限公司（日语：リバプール (企業)））
- umikaze（2012年3月28日、利物浦）

### CD
- 時任三郎「君の帰る場所」合唱
- 認真戀愛五秒前（2010年7月14日）Umika as Yamako名義發行
  - 作詞・作曲：竹內瑪莉亞。電影「我的壞前輩（日语：私の優しくない先輩）」主題歌，翻唱廣末涼子於1997年的出道單曲「認真戀愛五秒前（日语：MajiでKoiする5秒前/とまどい）」。

## 獎項
電視劇
| 年份   | 受賞式             | 獎項   | 作品     | 結果 |
| ------ | ------------------ | ------ | -------- | ---- |
| 2009年 | 東京國際戲劇節2009 | 新人賞 | 愛與寬容 | 獲獎 |

## 外部連結
- lespros官方個人資料 （页面存档备份，存于）（日語）
- 官方網誌 （页面存档备份，存于）（日語）
- 官方Twitter帳戶 （页面存档备份，存于）（日語）
- 川島海荷的Instagram帳戶